# Mistrzostwa Świata Juniorów w Narciarstwie Alpejskim 2003
22. Mistrzostwa świata juniorów w narciarstwie alpejskim odbyły się w dniach 4 - 8 marca 2003 r. we francuskim regionie Briançonnais w regionie Prowansja-Alpy-Lazurowe Wybrzeże. Rozegrano po 5 konkurencji dla kobiet i mężczyzn. Zawody odbywały się w Puy-Saint-Vincent, Montgenèvre Serre Chevalier. W klasyfikacji medalowej triumfowała reprezentacja Szwajcarii, której zawodnicy zdobyli także najwięcej medali, siedem, w tym 5 złotych, 1 srebrny i 1 brązowy. 

## Wyniki
| Pozycja | Zawodnik               | Narodowość | Czas    |
| ------- | ---------------------- | ---------- | ------- |
|         | Daniel Albrecht        | Szwajcaria | 1:09,49 |
|         | Siergiej Komarow       | Rosja      | 1:09,79 |
|         | Marc Berthod           | Szwajcaria | 1:09,85 |
| 4.      | Alexander Ortler       | Włochy     | 1:09,86 |
| 5.      | Manuel Osborne-Paradis | Kanada     | 1:09,88 |
| 6.      | François Bourque       | Kanada     | 1:09,92 |

| Pozycja | Zawodniczka      | Narodowość | Czas    |
| ------- | ---------------- | ---------- | ------- |
|         | Tamara Wolf      | Szwajcaria | 1:12,23 |
|         | Lindsey Kildow   | USA        | 1:12,45 |
|         | Julia Mancuso    | USA        | 1:12,85 |
| 4.      | Maria Riesch     | Niemcy     | 1:12,98 |
| 5.      | Kelly Vanderbeek | Kanada     | 1:13,09 |
| 6.      | Fabienne Suter   | Szwajcaria | 1:13,47 |

| Pozycja | Zawodnik            | Narodowość | Czas    |
| ------- | ------------------- | ---------- | ------- |
|         | François Bourque    | Kanada     | 1:17,10 |
|         | Siergiej Komarow    | Rosja      | 1:17,29 |
|         | Mario Scheiber      | Austria    | 1:17,31 |
| 4.      | Philipp Schörghofer | Austria    | 1:17,62 |
| 5.      | Ole Magnus Kulbeck  | Norwegia   | 1:17,72 |
| 6.      | Marc Berthod        | Szwajcaria | 1:17,76 |

| Pozycja | Zawodniczka             | Narodowość | Czas    |
| ------- | ----------------------- | ---------- | ------- |
|         | Julia Mancuso           | USA        | 1:20,02 |
|         | Brigitte Acton          | Kanada     | 1:20,78 |
|         | Kelly Vanderbeek        | Kanada     | 1:20,87 |
| 4.      | Alexandra Coletti       | Włochy     | 1:21,10 |
| 5.      | Jessica Lindell-Vikarby | Szwecja    | 1:21,13 |
| 6.      | Isa Tripard             | Francja    | 1:21,24 |

| Pozycja | Zawodnik               | Narodowość | Czas    |
| ------- | ---------------------- | ---------- | ------- |
|         | Daniel Albrecht        | Szwajcaria | 2:02,72 |
|         | Mario Scheiber         | Austria    | 2:02,72 |
|         | Philipp Schörghofer    | Austria    | 2:02,74 |
| 4.      | Ole Magnus Kulbeck     | Norwegia   | 2:02,94 |
| 5.      | Jeremy Transue         | USA        | 2:03,04 |
| 6.      | Christian Flaschberger | Austria    | 2:03,47 |

| Pozycja | Zawodniczka             | Narodowość | Czas    |
| ------- | ----------------------- | ---------- | ------- |
|         | Jessica Lindell-Vikarby | Szwecja    | 2:05,70 |
|         | Lene Løseth             | Norwegia   | 2:06,41 |
|         | Maria Riesch            | Niemcy     | 2:06,84 |
| 4.      | Michaela Kirchgasser    | Austria    | 2:06,97 |
| 5.      | Julia Mancuso           | USA        | 2:07,32 |
| 6.      | Angelika Grüner         | Włochy     | 2:07,44 |

| Pozycja | Zawodnik         | Narodowość | Czas    |
| ------- | ---------------- | ---------- | ------- |
|         | Marc Berthod     | Szwajcaria | 1:33,74 |
|         | Daniel Albrecht  | Szwajcaria | 1:34,07 |
|         | Lucas Senoner    | Włochy     | 1:34,13 |
| 4.      | Jouni Kaitala    | Finlandia  | 1:35,21 |
| 5.      | Steve Missillier | Francja    | 1:35,33 |
| 6.      | Martino Leone    | Włochy     | 1:36,59 |

| Pozycja | Zawodniczka          | Narodowość | Czas    |
| ------- | -------------------- | ---------- | ------- |
|         | Michaela Kirchgasser | Austria    | 1:38,53 |
|         | Ana Jelušić          | Chorwacja  | 1:38,82 |
|         | Resi Stiegler        | USA        | 1:39,37 |
| 4.      | Therese Borssén      | Szwecja    | 1:39,76 |
| 5.      | Maria Riesch         | Niemcy     | 1:40,13 |
| 6.      | Kathrin Zettel       | Austria    | 1:40,31 |

| Pozycja | Zawodnik               | Narodowość | Punkty |
| ------- | ---------------------- | ---------- | ------ |
|         | Daniel Albrecht        | Szwajcaria | 2,01   |
|         | Lucas Senoner          | Włochy     | 44,47  |
|         | Christian Flaschberger | Austria    | 68,30  |
| 4.      | Kjetil Jansrud         | Norwegia   | 68,75  |
| 5.      | Jeremy Transue         | USA        | 69,41  |
| 6.      | Lars Elton Myhre       | Norwegia   | 76,68  |

| Pozycja | Zawodniczka          | Narodowość | Punkty |
| ------- | -------------------- | ---------- | ------ |
|         | Maria Riesch         | Niemcy     | 25,68  |
|         | Michaela Kirchgasser | Austria    | 39,03  |
|         | Resi Stiegler        | USA        | 41,61  |
| 4.      | Angelika Grüner      | Włochy     | 66,62  |
| 5.      | Alessia Pittin       | Włochy     | 82,46  |
| 6.      | Sophie Splawinski    | Kanada     | 89,88  |

## Klasyfikacja medalowa
| Miejsce | Państwo           |   |   |   | złoto · srebro · brąz |
| ------- | ----------------- | - | - | - | --------------------- |
| 1.      | Szwajcaria        | 5 | 1 | 1 | 7                     |
| 2.      | Austria           | 2 | 1 | 3 | 6                     |
| 3.      | Stany Zjednoczone | 1 | 1 | 3 | 5                     |
| 4.      | Kanada            | 1 | 1 | 1 | 3                     |
| 5.      | Niemcy            | 1 | 0 | 1 | 2                     |
| 6.      | Szwecja           | 1 | 0 | 0 | 1                     |
| 7.      | Rosja             | 0 | 2 | 0 | 2                     |
| 8.      | Włochy            | 0 | 1 | 1 | 2                     |
| 9.      | Chorwacja         | 0 | 1 | 0 | 1                     |
|         | Norwegia          | 0 | 1 | 0 | 1                     |